# Histiobranchus
Genre

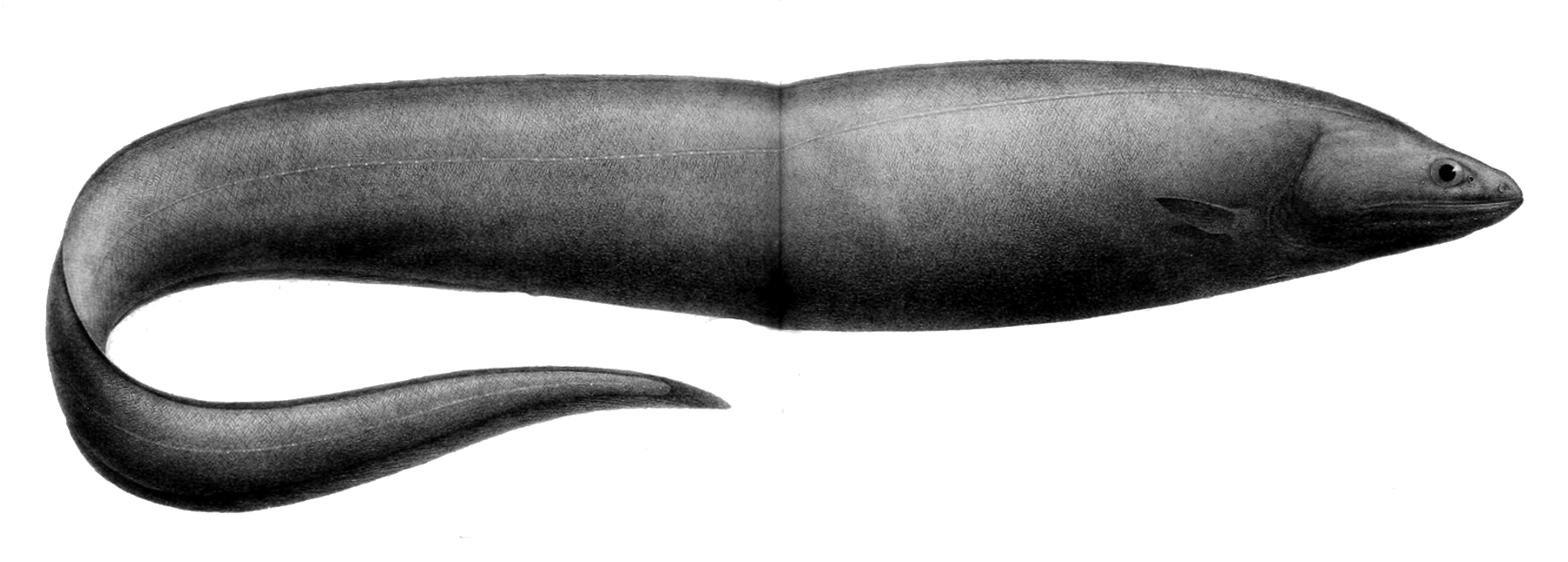
Histiobranchus bathybius

Les Histiobranchus forment un genre de congre.

## Liste des espèces
- Histiobranchus australis  (Regan, 1913)[1],[2],[3],[4]
- Histiobranchus bathybius (Günther, 1877)[1],[2],[3],[4]
- Histiobranchus bruuni Castle, 1964[1],[2],[3],[4]